# Flugplatz Aramuaca

i8
i11
i13
Der Aeropuerto de Aramuaca (ICAO-Code: MSAC) ist ein Flugplatz in El Salvador. 
Die unbefestigte Start- und Landebahn mit rund 650 Meter nutzbarer Länge hat eine Nordwest-Südost-Ausrichtung und liegt rund 6 Kilometer südöstlich der Stadt San Miguel und rund 860 Meter nordöstlich vom Flugplatz Aeropuerto de El Papalon. Der Flugplatz wird ebenfalls von der Comisión Ejecutiva Portuaria Autónoma verwaltet.
Der Flugplatz ist für Leichtflugzeuge zugelassen. Am Ende der Nordpiste befinden sich zwei Hangars für Ultraleichtflugzeuge.